# Alfonso Rangel Guerra
Alfonso Rangel Guerra (Monterrey, Nuevo León, Mèxic, 16 de novembre de 1928 - 6 de maig de 2020) fou un advocat, escriptor, acadèmic, assagista, traductor, professor universitari i funcionari públic en educació i cultura mexicà.
Llicenciat en Dret i Ciències Socials, per la Universidad Autónoma de Nuevo León (UANL), va viatjar a França per matricular-se a la Universitat de París, institució on va fer estudis de Literatura Francesa i Literatura Comparada. Fins i tot s'encarregà de traduir algunes obres en francès i portuguès. Va exercir com a catedràtic de Dret i docent en el doctorat en Filosofia dins de la Facultat de Filosofia i Lletres de la Universitat Nacional Autònoma de Mèxic. El 1989 va ingressar com a membre corresponent a l'Acadèmia Mexicana de la Llengua. Des de 1995 va ser membre del Sistema Nacional d'Investigadors (SNI). A més de la seva funció docent, Rangel Guerra va ocupar diversos càrrecs directius, com ara el de director de la Secció de Lletres del Centre d'Estudis Humanístics de la UANL, president deL Seminari de Cultura Mexicana a Monterrey, secretari general de l'Associació d'Universitats i Institucions d'Educació Superior (ANUIES), secretari d'Educació i Cultura de Nuevo León, i rector de la Universitat Autònoma de Nuevo León (1962-1964). Rangel Guerra exercí també com a agregat cultural a l'ambaixada de Mèxic a Espanya, i fou secretari d'Educació a Nuevo León, així com president del Conarte del 2003 al 2006.

## Publicacions
Especialista en Literatura i Llengua esdevení un escriptor prolífic, amb obres com Curso de Literatura Espanñola (1965), Las ideas literarias de Alfonso Reyes (1989), El pensamiento humanístico de Jaime Torres Bodet (2002), Una ciudad para vivir (1991), Recoge el día (1997), La educaciós en Nuevo León 1957-1997 (1997). L'acadèmic i servidor públic va destacar per les seves reflexions sobre persona i la obra d'Alfonso Reyes, ja que en la seva vasta obra literària destaquen títols com Alfonso Reyes y su idea de la historia (1957), La odisea de Alfonso Reyes (1960), el ensayo Alfonso Reyes entre libros (1989), Alfonso Reyes en nuestro tiempo (1983), Biografía de Alfonso Reyes (1983), Las ideas literarias de Alfonso Reyes (1989), Alfonso Reyes en tres tiempos (1991, 2a ed. 2008), Antología temática de Alfonso Reyes, Alfonso Reyes (1994), Alfonso Reyes, Andrenio: perfiles del hombre (2008), Alfonso Reyes en tres tiempos (2008), o Palabras para Alfonso Reyes (2013). El març de 2019 es va presentar Senderos literarios, primer volum de les seves obres completes.

## Reconeixements
La seva trajectòria com a educador i fonamentada en l'humanisme i una àmplia cultura universal el feu mereixor i guanyador del Premi Internacional Alfonso Reyes 2009. També va guanyar la Presea Estado de Nuevo León al Mérito Cívico, 1990, el Premi Artes Literarias, atorgat per la Universidad Autónoma de Nuevo León (UANL) el 1998, la Medalla Alfonso Reyes de la UANL el 2014, i fou nomenat Doctor honoris causa, per la Universidad Autónoma de Baja California (UABC) en 2007, i Professor Emèrit de la UANL en 2010.